# Buluh Tellang
Buluh Tellang is een bestuurslaag in het regentschap Pakpak Bharat van de provincie Noord-Sumatra, Indonesië. Buluh Tellang telt 380 inwoners (volkstelling 2010).